# سیارک ۵۲۶۲
سیارک ۵۲۶۲ (به انگلیسی: 5262 Brucegoldberg، نامگذاری:1990XB1) پنج هزار و دویست و شصت و دومین سیارک کشف شده‌است که در ۱۴ دسامبر ۱۹۹۰ کشف شد.
قدر مطلق سیارک برابر ۱۰٫۹۰ است.